# Kimi wa Jitensha Watashi wa Densha de Kitaku
Kimi wa Jitensha Watashi wa Densha de Kitaku (君は自転車 私は電車で帰宅 Tu vas en Bicicleta, Mientras yo voy en el Tren?) es el 18º sencillo de ℃-ute. Fue lanzado el 18 de abril de 2012 en 7 ediciones: 1 regular y 6 limitadas. 

## Información
Este fue el sencillo más vendido de ℃-ute desde "Tokaikko Junjou" con 46.096 ventas totales. A partir de su segunda semana de listas, "Kimi wa Jitensha Watashi wa Densha de Kitaku" se convirtió en el sencillo más vendido de Hello! Project Kids, superando a Buono! "Honto no Jibun", hasta "Chou HAPPY SONG" de BeriKyuu en junio siguiente, convirtiéndose en el segundo sencillo más vendido de Hello! Project Kids. Ambos registros se mantuvieron hasta que "Aitai Aitai Aitai na" lo superó en ventas en septiembre de 2012 dentro de su primera semana.

## Lista de canciones

### Edición Regular
- Kimi wa Jitensha Watashi wa Densha de Kitaku
- "Ai wa Itsumo Itsumo" (「愛はいつもいつも」; "El Amor es Siempre, Siempre")
- Kimi wa Jitensha Watashi wa Densha de Kitaku (Instrumental)

### Edición Limitada A

#### CD
- Kimi wa Jitensha Watashi wa Densha de Kitaku
- "Ai wa Itsumo Itsumo"
- Kimi wa Jitensha Watashi wa Densha de Kitaku (Instrumental)

#### DVD
- Kimi wa Jitensha Watashi wa Densha de Kitaku (Dance Shot Ver.)

### Edición Limitada B (Yajima Maimi Ver.)
- Kimi wa Jitensha Watashi wa Densha de Kitaku
- "Ai wa Itsumo Itsumo"
- Kimi wa Jitensha Watashi wa Densha de Kitaku (Yajima Maimi Ver.)
- Kimi wa Jitensha Watashi wa Densha de Kitaku (Instrumental)

### Edición Limitada C (Nakajima Saki Ver.)
- Kimi wa Jitensha Watashi wa Densha de Kitaku
- "Ai wa Itsumo Itsumo"
- Kimi wa Jitensha Watashi wa Densha de Kitaku (Nakajima Saki Ver.)
- Kimi wa Jitensha Watashi wa Densha de Kitaku (Instrumental)

### Edición Limitada D (Suzuki Airi Ver.)
- Kimi wa Jitensha Watashi wa Densha de Kitaku
- "Ai wa Itsumo Itsumo"
- Kimi wa Jitensha Watashi wa Densha de Kitaku (Suzuki Airi Ver.)
- Kimi wa Jitensha Watashi wa Densha de Kitaku (Instrumental)

### Edición Limitada E (Okai Chisato Ver.)
- Kimi wa Jitensha Watashi wa Densha de Kitaku
- "Ai wa Itsumo Itsumo"
- Kimi wa Jitensha Watashi wa Densha de Kitaku (Okai Chisato Ver.)
- Kimi wa Jitensha Watashi wa Densha de Kitaku (Instrumental)

### Edición Limitada F (Hagiwara Mai Ver.)
- Kimi wa Jitensha Watashi wa Densha de Kitaku
- "Ai wa Itsumo Itsumo"
- Kimi wa Jitensha Watashi wa Densha de Kitaku (Hagiwara Mai Ver.)
- Kimi wa Jitensha Watashi wa Densha de Kitaku (Instrumental)

### Single V
- Kimi wa Jitensha Watashi wa Densha de Kitaku (MV)
- Kimi wa Jitensha Watashi wa Densha de Kitaku (Close-up Ver.A)
- Making of

### Event V
- Kimi wa Jitensha Watashi wa Densha de Kitaku (Yajima Maimi Solo Ver. A)
- Kimi wa Jitensha Watashi wa Densha de Kitaku (Nakajima Saki Solo Ver. A)
- Kimi wa Jitensha Watashi wa Densha de Kitaku (Suzuki Airi Solo Ver. A)
- Kimi wa Jitensha Watashi wa Densha de Kitaku (Okai Chisato Solo Ver. A)
- Kimi wa Jitensha Watashi wa Densha de Kitaku (Hagiwara Mai Solo Ver. A)

### MUSIC VIDEO Extra Ver. Clips
- Kimi wa Jitensha Watashi wa Densha de Kitaku (Mix Ver.)
- Kimi wa Jitensha Watashi wa Densha de Kitaku (Yajima Maimi Short Movie ”Totsuzen” Dance Ver.)
- Kimi wa Jitensha Watashi wa Densha de Kitaku (Nakajima Saki Drama Ver.)
- Kimi wa Jitensha Watashi wa Densha de Kitaku (Suzuki Airi Drama Ver.)
- Kimi wa Jitensha Watashi wa Densha de Kitaku (Okai Chisato Drama Ver.)
- Kimi wa Jitensha Watashi wa Densha de Kitaku (Hagiwara Mai Drama Ver.)
- Kimi wa Jitensha Watashi wa Densha de Kitaku (Yajima Maimi Train Lip Ver.)
- Kimi wa Jitensha Watashi wa Densha de Kitaku (Nakajima Saki Train Lip Ver.)
- Kimi wa Jitensha Watashi wa Densha de Kitaku (Suzuki Airi Train Lip Ver.)
- Kimi wa Jitensha Watashi wa Densha de Kitaku (Okai Chisato Train Lip Ver.)
- Kimi wa Jitensha Watashi wa Densha de Kitaku (Hagiwara Mai Train Lip Ver.)
- Kimi wa Jitensha Watashi wa Densha de Kitaku (Yajima Maimi Solo Ver.B)
- Kimi wa Jitensha Watashi wa Densha de Kitaku (Nakajima Saki Solo Ver.B)
- Kimi wa Jitensha Watashi wa Densha de Kitaku (Suzuki Airi Solo Ver.B)
- Kimi wa Jitensha Watashi wa Densha de Kitaku (Okai Chisato Solo Ver.B)
- Kimi wa Jitensha Watashi wa Densha de Kitaku (Hagiwara Mai Solo Ver.B)
- Kimi wa Jitensha Watashi wa Densha de Kitaku (Nakajima Saki Another Lip Ver.)
- Kimi wa Jitensha Watashi wa Densha de Kitaku (Okai Chisato Another Lip Ver.)
- Kimi wa Jitensha Watashi wa Densha de Kitaku (Hagiwara Mai Another Lip Ver.)
- Kimi wa Jitensha Watashi wa Densha de Kitaku (Close-up Ver. B)
- Kimi wa Jitensha Watashi wa Densha de Kitaku (Close-up Hawaii Ver.)
- Kimi wa Jitensha Watashi wa Densha de Kitaku (Group Lip Ver.)
- Kimi wa Jitensha Watashi wa Densha de Kitaku (Natural Ver.)
- Making of

## Miembros Presentes
- Maimi Yajima
- Saki Nakajima
- Airi Suzuki
- Chisato Okai
- Mai Hagiwara

## Otras Versiones
- S/mileage hizo un cover de la canción como lado B de su sencillo "Suki yo, Junjou Hankouki".
- En 2017, se lanzó otra versión de la canción, Winter Ver., En el último álbum de ℃-ute, ℃OMPLETE SINGLE COLLECTION. En esta versión, la pandereta se reemplaza con campanas de estilo navideño, un bajo toca la melodía principal en lugar de una guitarra y tambores, además hay un coro parecido a un villancico que vocaliza sobre el puente entre los dos últimos versos.